# Dicker Turm (Niederlauer)

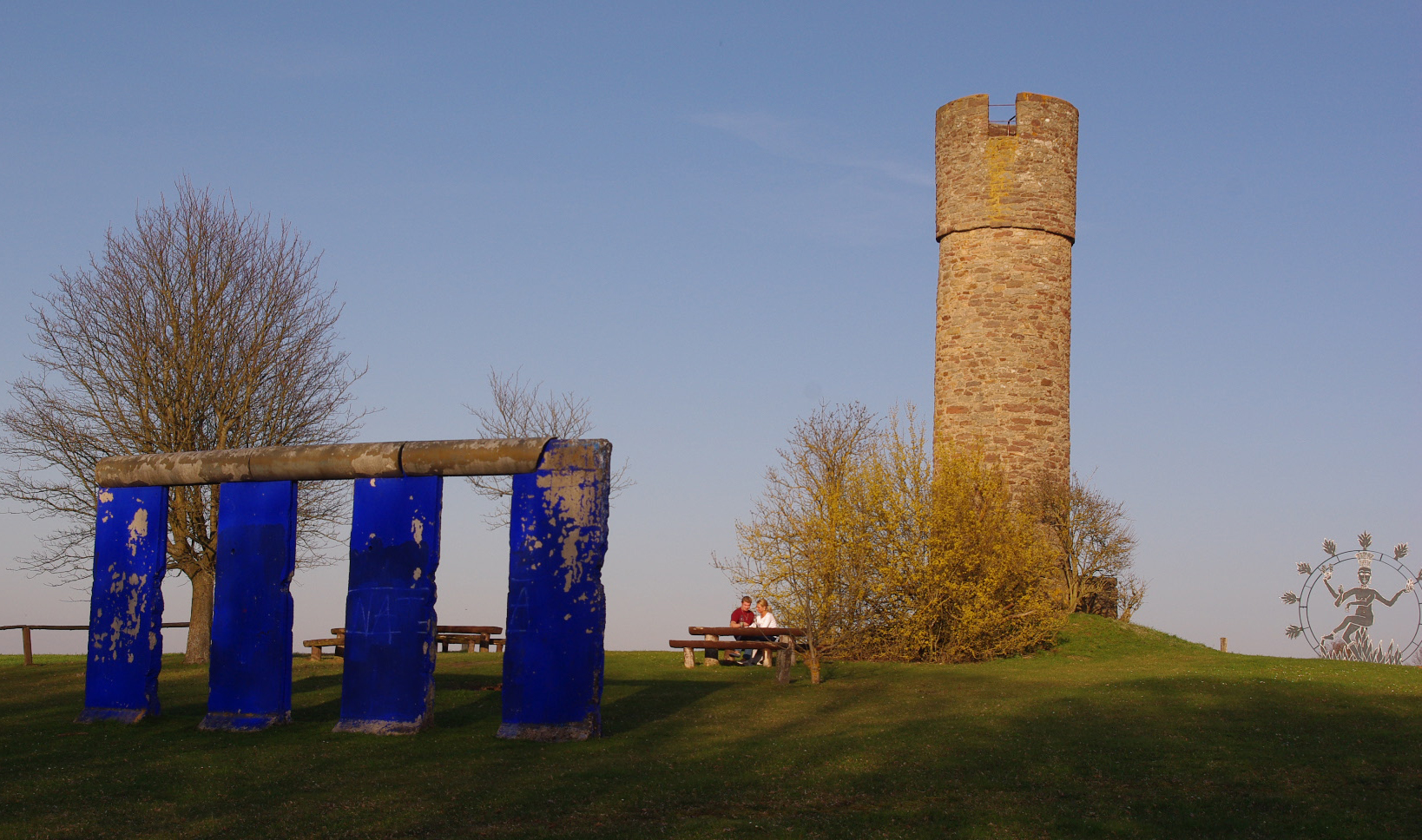
Der Dicke Turm inmitten des Skulpturenparks

Der Dicke Turm zu Niederlauer ist ein Wartturm in Niederlauer (Landkreis Rhön-Grabfeld) nahe der Fränkischen Saale südwestlich des Dorfes. Er gehört in die auffällige Reihe der Warttürme zwischen der Rhön und dem Grabfeld.

## Aufbau
Der 11,6 m hohe Wartturm ist, wie die meisten anderen Warttürme in der Umgebung, ein Turm aus Feldsteinen. Er ist begehbar mit einer Verbreiterung im oberen Teil. Eine Stahlwendeltreppe führt zu einer etwa 10,4 m hohen Aussichtsplattform, die von einer Brüstung mit Zinnen umgeben ist.

## Kunst nahe dem Turm
Nahe dem Turm sind Teile der Berliner Mauer aufgestellt worden. Des Weiteren finden sich dort Kunstgegenstände von Jimmy Fell, so etwa eine blaue Glasskulptur, die an die Gefallenen des Ersten Weltkrieges erinnern soll, oder zwei  „Tore“ aus Stahl bzw. Glas mit dem Zusatz „Wir sind das Volk“.